# Paradoja del seguimiento de reglas
La paradoja del seguimiento de reglas es un problema filosófico planteado en las Investigaciones filosóficas de Ludwig Wittgenstein y desarrollado posteriormente por Saul Kripke en Wittgenstein on Rules and Private Language (1982). La paradoja cuestiona cómo es posible seguir una regla de manera correcta si no existen criterios externos y objetivos que determinen su aplicación adecuada. Íntimamente relacionada con el Argumento del Lenguaje Privado, la paradoja ofrece una crítica a la idea de que el significado de las palabras y las reglas puede estar fundamentado únicamente en interpretaciones individuales o en estados mentales privados.
El debate sobre la paradoja sigue siendo relevante en la filosofía del lenguaje, la epistemología y la filosofía de la mente, especialmente en discusiones sobre la naturaleza del significado y la normatividad del pensamiento.

## Planteamiento de la paradoja
La paradoja del seguimiento de reglas surge de la reflexión de Ludwig Wittgenstein en sus Investigaciones filosóficas sobre la naturaleza del significado y la normatividad. Su argumento desafía la idea de que seguir una regla consiste simplemente en aplicar una interpretación interna de la misma, y muestra que esta concepción lleva a un problema escéptico sobre la posibilidad de determinar un uso correcto o incorrecto de cualquier regla.
| Nuestra paradoja era ésta: una regla no podía determinar ningún curso de acción porque todo curso de acción puede hacerse concordar con la regla. La respuesta era: Si todo puede hacerse concordar con la regla, entonces también puede hacerse discordar. De donde no habría ni acuerdo ni desacuerdo. Que hay ahí un malentendido se muestra ya en que en este curso de pensamientos damos interpretación tras interpretación; como si cada una nos contentase al menos por un momento, hasta que pensamos en una interpretación que está aún detrás de ella. Con ello mostramos que hay una captación de una regla que no es una interpretación, sino que se manifiesta, de caso en caso de aplicación, en lo que llamamos "seguir la regla" y en lo que llamamos "contravenirla". De ahí que exista una inclinación a decir: toda acción de acuerdo con la regla es una interpretación. Pero solamente debe llamarse "interpretación" a esto: sustituir una expresión de la regla por otra. —L. Wittgenstein: Investigaciones filosóficas, §201. |

Wittgenstein se pregunta: ¿qué significa seguir una regla? En la comprensión tradicional, se supone que cada vez que alguien aplica una regla (por ejemplo, la regla de la suma en matemáticas), lo hace porque ha comprendido correctamente la regla en el pasado y puede proyectarla hacia nuevas aplicaciones. Sin embargo, Wittgenstein demuestra que esta suposición es problemática porque cualquier regla puede ser interpretada de múltiples maneras sin que haya un criterio interno que determine cuál es la correcta. 
En 1982, Kripke reformuló esta idea en términos de un problema escéptico de tipo verdul.Kripke imagina a una persona que ha aprendido a sumar y que siempre ha seguido la regla del "más" (+). Sin embargo, al llegar a un cálculo nuevo, como 57 + 68, podría interpretarlo de una manera diferente, siguiendo una nueva regla (que Kripke llama "quus"), donde los resultados coinciden con la suma tradicional para números pequeños, pero no para valores más grandes. Si no hay un criterio externo que determine cuál es la interpretación correcta, entonces la persona podría estar aplicando cualquier regla sin posibilidad de corrección.

### El problema de la interpretación infinita
Si seguir una regla consistiera en interpretar su significado de una determinada manera, entonces siempre sería posible interpretar la regla de forma diferente en cada aplicación. Esto genera una regresión infinita, ya que cualquier interpretación de la regla requeriría a su vez otra interpretación para justificarla, y así sucesivamente.
Por ejemplo, imaginemos la regla matemática de la suma:
- Se nos enseña que "2 + 2 = 4" y que la suma debe aplicarse de manera consistente en cualquier otro caso.
- Sin embargo, cuando llegamos a un cálculo nuevo, como 57 + 68, podríamos preguntarnos si debemos aplicar la suma como lo hemos hecho antes o si, en este caso, se debe aplicar una regla diferente.
- En principio, podríamos interpretar la regla de muchas maneras: podríamos decir que en este caso la suma debería dar 5, o que solo funciona para ciertos números pero no para otros.

Dado que cualquier cálculo es siempre un caso nuevo que no ha sido específicamente enseñado antes, nada en la regla misma puede forzarnos a aplicarla de una manera determinada y no de otra. Wittgenstein concluye que no existe un criterio puramente interno para el significado de una regla, sino que su corrección debe depender de algo externo.

### El ejemplo de Kripke: la función "quus"
Saul Kripke, en Wittgenstein on Rules and Private Language (1982), reformula la paradoja en términos de un problema escéptico. Para ilustrarlo, introduce la función "quus" (⊕), que es idéntica a la suma para números menores que 57, pero que, para cualquier número mayor, da siempre 5 como resultado:
{\displaystyle {\text{x quus y}}={\begin{cases}{\text{x + y}}&{\text{para }}x,y<57\\[12pt]5&{\text{de lo contrario}}\end{cases}}}
Kripke plantea la pregunta: ¿cómo sabemos que, cuando aprendimos la suma en la escuela, estábamos usando realmente la regla de la suma y no la regla de "quus"? Si la única justificación que tenemos es la forma en que hemos usado la suma en el pasado, eso no garantiza que la regla de "quus" no haya sido la correcta todo el tiempo, simplemente porque antes no nos habíamos encontrado con un número mayor que 57.
Esta reconstrucción del argumento de Wittgenstein muestra que el problema no se limita a la suma, sino que se aplica a cualquier regla: siempre es posible reinterpretar una regla de manera diferente sin un criterio objetivo que determine cuál es la interpretación correcta.Del mismo modo en que Hume concluyó que la causalidad era ininteligible porque "A causa B consiste en A-es embebidas en un patrón del tipo eventos-de-tipo-A son seguidos por eventos-de-tipo-B, lo que nos lleva a afirmar que A causó B", Wittgenstein estaría proponiendo que "el significado único es ininteligible; por el contrario, el que un individuo esté refiriéndose a la suma convencional al decir 'más' [en vez de a la suma quus] consiste en que el término 'más' haya pasado la prueba que una comunidad de hablantes imponga para entender que el individuo se refiere a dicha función", y no a otra.
Algunos comentaristas de Wittgenstein consideran que el relato de Kripke es infiel a Wittgenstein, sobre todo por emplear ideas que Wittgenstein habría rechazado y como resultado a veces se llama al argumento de Kripke el "Kripkenstein". Incluso el propio Kripke sospechaba que muchos aspectos de su argumento son incompatibles con la intención original de Wittgenstein, lo que lo llevó a insistir en que el libro "no debería considerarse que exponga ni el argumento de 'Wittgenstein' ni el de 'Kripke': más bien el argumento de Wittgenstein tal y como se le presentó a Kripke." Pese a ello, la paradoja del seguimiento de reglas expuesta por Kripke ha resultado ser más perdurable que la del propio Wittgenstein, y en opinión de muchos, un argumento mejor y más interesante que el del propio Wittgenstein; el interés que suscita el argumento del lenguaje privado en la actualidad tiende a ser debido al Kripkenstein.

### El problema de la normatividad
El núcleo de la paradoja es el problema de la normatividad del significado. Una regla no solo describe lo que hemos hecho en el pasado, sino que también nos prescribe cómo debemos actuar en el futuro. Si no hay un criterio objetivo para decir qué cuenta como seguir la regla correctamente, entonces cualquier acción podría ser considerada conforme a la regla, lo que hace que el concepto de seguir una regla pierda sentido.
Wittgenstein concluye que el significado de una regla no puede estar basado en interpretaciones individuales ni en estados mentales privados, sino que debe depender de la práctica social y del uso compartido del lenguaje. Solo en el contexto de una comunidad que aplica reglas de manera regular y consistente se pueden establecer criterios de corrección.

## Consecuencias filosóficas
La paradoja del seguimiento de reglas tiene profundas implicaciones en la filosofía del lenguaje, la epistemología y la filosofía de la mente, ya que desafía la noción de significado, la objetividad de las reglas y la posibilidad de fundamentar la normatividad en términos puramente individuales o internos. 

### Crítica a la teoría representacional del significado
Una de las implicaciones más radicales del argumento de Wittgenstein es que el significado no puede reducirse a representaciones mentales o estados internos. Tradicionalmente, se ha considerado que entender una regla significa formar una representación mental de ella y luego aplicarla en la práctica. Sin embargo, la paradoja muestra que cualquier representación podría ser interpretada de múltiples maneras, lo que llevaría a la regresión infinita del problema de la interpretación.
Esto afecta directamente a las teorías del significado basadas en conceptos mentales o en la referencia a entidades abstractas. Si no hay un criterio interno que determine cómo aplicar correctamente una regla, entonces el significado de una palabra o expresión no puede explicarse únicamente en términos de imágenes mentales, intuiciones personales o asociaciones individuales.

### Dependencia del significado en la comunidad lingüística
Para resolver la paradoja, Wittgenstein introduce la idea de que el significado se establece en el uso dentro de una comunidad lingüística. Esto implica que las reglas del lenguaje no pueden ser privadas ni depender únicamente de interpretaciones individuales, sino que deben estar sustentadas en prácticas compartidas.
Desde esta perspectiva, una persona no sigue correctamente una regla porque haya entendido su significado de forma privada, sino porque su comportamiento es reconocido como correcto por la comunidad de hablantes. Esto se vincula con la famosa afirmación de Wittgenstein: "el significado de una palabra es su uso en el lenguaje."
Esta idea ha influido en el desarrollo de teorías pragmáticas y normativas del lenguaje, como la de Robert Brandom, quien sostiene que la comprensión de un término depende de los compromisos inferenciales que los hablantes asumen en la práctica discursiva.

### Problemas para el platonismo y el realismo semántico
La paradoja también plantea un desafío para el platonismo semántico, la idea de que el significado de las palabras está determinado por entidades abstractas o verdades atemporales. Si el significado estuviera fijado por una realidad objetiva independiente de los hablantes, entonces debería haber un criterio claro para determinar cuál es la interpretación correcta de una regla. Sin embargo, la paradoja muestra que ningún criterio objetivo es accesible sin recurrir a la práctica comunitaria.
Esto tiene implicaciones para el realismo semántico, la postura según la cual hay hechos objetivos sobre el significado que existen independientemente de nuestra capacidad para reconocerlos. Si la paradoja del seguimiento de reglas es correcta, entonces no puede haber hechos semánticos objetivos que determinen de manera absoluta cómo deben aplicarse las reglas, lo que lleva a un escepticismo semántico, como el que Kripke desarrolla en su interpretación de Wittgenstein.

### El problema de la normatividad en la epistemología
El problema del seguimiento de reglas no solo afecta al lenguaje, sino también a la epistemología. Si no hay criterios objetivos para determinar cómo aplicar correctamente una regla, entonces el conocimiento mismo parece quedar en entredicho, ya que todas nuestras creencias dependen de reglas de inferencia que podrían ser interpretadas de diferentes maneras.
Esto ha llevado a debates sobre el fundamento del conocimiento y la justificación epistémica. Filósofos como Crispin Wright y Paul Boghossian han argumentado que, si el escepticismo semántico de Kripke es correcto, entonces no solo el lenguaje, sino también la racionalidad y la lógica misma podrían quedar sin una base normativa estable.

### Implicaciones en la filosofía de la mente
La paradoja del seguimiento de reglas también tiene impacto en la filosofía de la mente, especialmente en el debate sobre la relación entre pensamiento y lenguaje. Si el significado de una regla no puede establecerse de manera privada, entonces esto sugiere que el pensamiento mismo debe ser comprendido en términos de prácticas públicas y normativas.
Esta conclusión desafía la idea cartesiana de que los estados mentales pueden ser totalmente privados y accesibles solo a la persona que los experimenta. En cambio, sugiere que incluso los procesos mentales deben entenderse en términos de normas compartidas y del aprendizaje dentro de una comunidad lingüística.

## Respuestas a la paradoja
La paradoja del seguimiento de reglas ha generado múltiples respuestas en la filosofía contemporánea, cada una intentando resolver el problema del significado y la normatividad del lenguaje desde diferentes enfoques. 

### Solución comunitaria (Wittgenstein, Kripke)
Una de las interpretaciones más influyentes de la paradoja es la de Saul Kripke, quien en Wittgenstein on Rules and Private Language (1982) desarrolla lo que se conoce como el "Wittgenstein kripkeano" o "Kripkenstein". Según Kripke, Wittgenstein no ofrece una solución tradicional al problema, sino que propone un "escepticismo semántico", es decir, la idea de que no existen hechos objetivos que determinen el significado de una palabra o regla. En su lugar, la práctica social y la comunidad lingüística establecen el significado a través del uso y la aceptación intersubjetiva.
En este sentido, seguir una regla correctamente no depende de un criterio individual, sino de la conformidad con el uso de una comunidad de hablantes. Así, la normatividad del lenguaje se fundamenta en formas de vida compartidas, donde el significado de una palabra se mantiene por la aprobación y corrección de los miembros de la comunidad.
Esta solución tiene implicaciones profundas en la filosofía del lenguaje, pues implica que no hay un significado inherente a las palabras fuera de su uso social. Sin embargo, algunos críticos han señalado que esta postura puede llevar a un relativismo problemático, ya que el significado dependería enteramente de convenciones colectivas sin una base objetiva.

### Interpretaciones disposicionalistas
Otra respuesta es la teoría disposicionalista, que sostiene que seguir una regla correctamente significa hacer lo que una persona tendría disposición a hacer bajo circunstancias ideales. En esta perspectiva, el significado de una regla está determinado por las respuestas disposicionales del hablante, es decir, cómo reaccionaría ante diferentes situaciones en condiciones óptimas.
Sin embargo, esta solución enfrenta objeciones importantes, especialmente la planteada por Kripke: si el significado estuviera basado únicamente en disposiciones, entonces cualquier error en el seguimiento de una regla podría justificarse apelando a una disposición diferente, lo que haría imposible distinguir entre el uso correcto e incorrecto de una palabra.
Filósofos como David Lewis y Frank Jackson han intentado reformular el disposicionalismo para hacerlo más robusto, argumentando que las disposiciones relevantes deben ser entendidas en términos de normas y prácticas estabilizadas dentro de una comunidad.

### Teorías normativas del significado
Una tercera respuesta enfatiza el carácter normativo del significado. Según esta postura, el seguimiento de reglas no puede reducirse ni a hechos psicológicos ni a disposiciones individuales, sino que debe entenderse en términos de normas objetivas que rigen el uso del lenguaje.
Filósofos como Crispin Wright y John McDowell han defendido que la normatividad del significado se basa en prácticas racionales que establecen estándares de corrección más allá de interpretaciones individuales. McDowell, influenciado por Wittgenstein y el idealismo de Hegel, argumenta que el significado surge dentro de una red de justificaciones racionales y no simplemente por una regularidad empírica en el uso del lenguaje.
Por otro lado, Paul Boghossian ha desarrollado una crítica a la postura escéptica kripkeana, argumentando que el escepticismo sobre el significado es insostenible porque cualquier práctica lingüística presupone la existencia de normas que determinan lo correcto y lo incorrecto en el uso de las palabras.

### Enfoques pragmatistas y naturalistas
Algunos filósofos han intentado resolver la paradoja desde un enfoque pragmatista o naturalista. Robert Brandom, influenciado por Peirce y Sellars, argumenta que el significado está basado en inferencias normativas dentro de la práctica discursiva. Desde esta perspectiva, entender una regla es participar en un juego de razones, donde los hablantes justifican sus usos en función de compromisos inferenciales.
En un sentido más naturalista, Ruth Millikan ha desarrollado una teoría teleosemántica del significado, según la cual las reglas lingüísticas pueden entenderse en términos de su función biológica y su éxito en la comunicación dentro de un entorno evolutivo. Este enfoque busca superar la paradoja al fundamentar la normatividad del significado en mecanismos naturales en lugar de en acuerdos comunitarios arbitrarios.